# Шершеневич, Феликс Григорьевич
Феликс Григорьевич Шершеневич (?—?) — генерал-майор русской императорской армии.

## Биография
Родился в семье Григория Осиповича Шершеневича. Кроме Феликса в семье родились сыновья Иосиф (1819—1894) и Андрей (1815—1854).
Учился в одесском Ришельевском лицее. В 1830 году поступил унтер-офицером в Малороссийский кирасирский принца Альберта Прусского полк. Принимал участие в подавлении Польского восстания; в сражение за овладение Варшавой, на Гроховских полях, был ранен и «за оказанное в этом деле отличное мужество» награжден Знаком отличия Военного ордена Св. Георгия № 58812 и произведён в корнеты. Спустя полгода за оказанное мужество при взятии приступом передовых Варшавских укреплений был награждён орденом Св. Анны 4-й степени с надписью «За храбрость». 
Был переведён в Новомиргородский уланский полк. В апреле 1837 года в чине поручика он был направлен в Отдельный Кавказский корпус генерал-лейтенанта А. А. Вельяминова для участия в Закубанской экспедиции против горцев и был прикомандирован к Тенгинскому пехотному полку. За оказанное «в делах против горцев отличие» получил орден Св. Анны 3-й степени с бантом и произведён в штабс-ротмистры.
В Венгерской войне 1849 года командовал 6-м эскадроном Новомиргородского уланского полка; «за оказание в сии дни отличного мужества произведен в майоры».
Во время Восточной войны: в 1853 году уже в звании подполковника воевал в княжестве Молдавия, в 1854 году — на правом берегу Дуная у крепости Силистрия, в 1855 году — на берегах днепровско-бугского лимана, защищая подступы к Херсону. За отличие был произведён в полковники и награждён орденами: Св. Анны 2-й степени с императорской короной, Св. Георгия 4-го класса и Св. Владимира 4-й степени.
В 1860 году по болезни вышел в отставку. Через полтора года вернулся на службу и занял должность помощника окружного генерала Отдельного корпуса Внутренней стражи в Одессе, а в 1864 году был назначен Симбирским губернским воинским начальником; 3 ноября 1865 года был произведён в генерал-майоры.
Был женат на Зефирине Викентьевне Буркат, дочери дворянина Киевской губернии помещика В. И. Бурката. Их дети:
- Владимир
- Александр (? — после 1900), генерал-майор
- Станислав (?—1902)
- Николай (ок. 1850 — после 1905), главный врач Кавалергардского полка; был женат на дочери сенатора И. Н. Орлова
- Габриэль (1863—1912)
- Антонина.